# Germán Pavón Puente
Germán Trajano Pavón Puente (Quito, 28 de octubre de 1936-Quito, 22 de febrero de 2025) fue un eclesiástico, canonista y profesor católico ecuatoriano. Fue obispo de Tulcán (1989-2001) y  obispo de Ambato (2001-2015).

## Biografía
Nació el 28 de octubre de 1936, en la ciudad ecuatoriana de Quito. Proviene de una familia de tradición católica. Hijo de César Pavón Losa y de Marianita Puente Villamarín.
Realizó su formación primaria en el Colegio El Cebollar, de los Hermanos de las Escuelas Cristianas, y la secundaria en el Seminario Menor de Quito. El 1 de octubre de 1954, ingresó en el Seminario Mayor, donde cursó sus estudios eclesiásticos.
Tras realizar estudios en la Pontificia Universidad Gregoriana, obtuvo el doctorado en Derecho canónico. Consiguió el diplomado en Pastoral Social, en el Centro Internacional Pro Sodasli Institution, regentado por los jesuitas.

### Sacerdocio
Su ordenación sacerdotal fue el 29 de junio de 1960, en la Catedral de Quito, a manos del cardenal-arzobispo Carlos María de la Torre; incardinándose en la arquidiócesis de Quito.
Como sacerdote desempeñó los siguientes ministerios:
- Vicario parroquial de El Sagrario.
- Canciller de la curia metropolitana.
- Defensor del vínculo del Tribunal de Matrimonios de Primera Instancia.
- Profesor de Derecho canónico en el Seminario Mayor de Quito.
- Secretario particular del cardenal-arzobispo Pablo Muñoz Vega.[1]
- Rector del Seminario Menor de Quito.
- Sustituto de la Cancillería de la curia metropolitana.
- Ecónomo y canónigo doctoral de la Catedral de Quito.
- Asesor del Movimiento Cursillos de Cristiandad.
- Profesor en el Instituto de Pastoral para la Vida consagrada de Ecuador.
- Vicario episcopal del Apostolado Laical.
- Vicario episcopal de Educación.
- Provicario general.
- Miembro del Colegio de Consultores.
- Miembro del Consejo Presbiteral.

## Episcopado

### Obispo de Tulcán
El 28 de enero de 1989, el papa Juan Pablo II lo nombró obispo de Tulcán. Fue consagrado 25 de febrero del mismo año, a manos del arzobispo Antonio González Zumárraga. Tomó posesión canónica de la sede el 4 de marzo siguiente.
Durante su pontificado tulcaneño, llevó a cabo la organización pastoral, la restauración de la Catedral y la construcción tanto de la Casa Episcopal como de la Casa de Retiros. Asimismo, finalizó la edificación del Santuario Gruta de La Paz y de la Casa del Peregrino.

### Obispo de Ambato
El 19 de abril del 2001, fue nombrado obispo de Ambato. Tomó posesión canónica el 30 de mayo del mismo año.
En 2004, fue administrador apostólico de Guaranda.
Con el apoyo de un comité pro-restauración, adecentó la Catedral de Ambato. Además, construyó la Casa Episcopal y veinte capillas en la provincia de Tungurahua. Expandió la Casa de Retiros «Santa Marianita» y promovió la formación de sacerdotes enviándolos a universidades europeas.
En la Conferencia Episcopal Ecuatoriana (CEE), fue miembro del Consejo Gubernativo de Bienes y presidente de la Comisión Episcopal de Pastoral Penitenciaria, de la Pastoral Familiar, y de Pastoral de Juventud. También fue conferencista de Derecho para sacerdotes en Guayaquil, Quito y Latacunga.

#### Renuncia
En 2011, presentó su renuncia como lo establece el Código de Derecho Canónico. El 20 de enero del 2015, el papa Francisco aceptó su renuncia, como obispo de Ambato, nombrado a su sucesor al mismo tiempo. Desde entonces, una vez retirado de las actividades pastorales, se trasladó a Quito, donde vivió con sus familiares y colaboradoras.

### Fallecimiento
Durante sus últimos años, padeció una enfermedad pulmonar. Falleció el 22 de febrero de 2025 en su domicilio en Quito, a la edad de 88 años. Su cuerpo fue trasladado a Ambato, donde se instaló la capilla ardiente. El 23 de agosto se celebró su funeral en la Catedral de Ambato; donde fue sepultado en la cripta del episcopologio ambateño.

## Reconocimientos
- Distinción "Provincia de Tungurahua al Mérito Cívico".[1]